# Tillandsia 'First Born'
Tillandsia 'First Born' es un cultivar híbrido del género Tillandsia perteneciente a la familia Bromeliaceae.
Es un híbrido creado en el año 1979 con las especies Tillandsia kolbii × Tillandsia bulbosa.